# Marta Castro
Marta Castro (* 7. Februar 2003) ist eine portugiesische Leichtathletin, die sich auf den Mittelstreckenlauf spezialisiert hat. In Portugal startet sie für ihren Verein Sporting Lissabon.

## Sportliche Laufbahn
Erste internationale Erfahrungen sammelte Marta Castro bei den Crosslauf-Europameisterschaften 2024 in Antalya, bei denen sie mit der portugiesischen Mixed-Staffel in 19:04 min den neunten Platz belegte. Im Jahr darauf schied sie bei den U23-Europameisterschaften in Bergen mit 4:18,52 min in der Vorrunde im 1500-Meter-Lauf aus.
2023 wurde Castro portugiesische Meisterin in der 4-mal-400-Meter-Staffel.

## Persönliche Bestzeiten
- 1500 Meter: 4:18,52 min, 18. Juli 2025 in Bergen
  - 1500 Meter (Halle): 4:26,03 min, 22. Februar 2025 in Pombal